# Khairabad (Mau)
Khairabad is een census town in het district Mau van de Indiase staat Uttar Pradesh.

## Demografie
Volgens de Indiase volkstelling van 2001 wonen er 12.056 mensen in Khairabad, waarvan 51% mannelijk en 49% vrouwelijk is. De plaats heeft een alfabetiseringsgraad van 60%.